# مريديث ستيرن
مريديث ستيرن (بالإنجليزية: Meredith Stern)‏ هي مصممة مطبوعات وفنانة أمريكية، ولدت في 31 أغسطس 1976 في كويكرتاون في الولايات المتحدة.